# Natație la Jocurile Olimpice de vară din 2024 - 4x100 m liber (masculin)
Proba de înot 4x100 de metri liber masculin de la Jocurile Olimpice de vară din 2024 a avut loc pe 27 iulie 2024 la Paris Aquatics Centre.

## Recorduri
Înaintea acestei competiții, recordurile mondiale și olimpice erau următoarele:
| Record  | Atlet                            | Timp    | Loc            | Data           |
| ------- | -------------------------------- | ------- | -------------- | -------------- |
| Mondial | Statele Unite ale Americii (USA) | 3:08,24 | Beijing, China | 11 august 2008 |
| Olimpic | Statele Unite ale Americii (USA) | 3:08,24 | Beijing, China | 11 august 2008 |

## Program
Orele sunt ora Franței (UTC+1) 
| Data                   | Timp  | Etapă      |
| ---------------------- | ----- | ---------- |
| Sâmbătă, 27 iulie 2024 | 10:00 | Calificări |
| Sâmbătă, 27 iulie 2024 | 20:30 | Finala     |

## Rezultate

### Calificări
Echipele cu cei mai buni opt timpi, indiferent de serie, s-au calificat în finală.
| Loc | Serie | Culoar | Țară                       | Înotători                                                                                                   | Timp    | Note |
| --- | ----- | ------ | -------------------------- | --- | ------- | ---- |
| 1   | 1     | 5      | China                      | Wang Haoyu (48,61) Chen Juner (48,10) Ji Xinjie (47,93) Pan Zhanle (46,98)                                  | 3:11,62 | C    |
| 2   | 2     | 4      | Australia                  | Jack Cartwright (48,51) William Yang (48,39) Flynn Southam (47,91) Kyle Chalmers (47,44)                    | 3:12,25 | C    |
| 3   | 1     | 3      | Marea Britanie             | Duncan Scott (48,61) Jacob Whittle (47,90) Alexander Cohoon (47,91) Tom Dean (48,07)                        | 3:12,49 | C    |
| 4   | 2     | 5      | Statele Unite ale Americii | Ryan Held (48,52) Matthew King (48,40) Hunter Armstrong (47,50) Caeleb Dressel (48,19)                      | 3:12,61 | C    |
| 5   | 2     | 3      | Canada                     | Finlay Knox (49,03) Yuri Kisil (48,34) Javier Acevedo (48,15) Joshua Liendo (47,25)                         | 3:12,77 | C    |
| 6   | 1     | 4      | Italia                     | Lorenzo Zazzeri (48,88) Leonardo Deplano (48,23) Paolo Conte Bonin (48,03) Manuel Frigo (47,80)             | 3:12,94 | C    |
| 7   | 1     | 6      | Ungaria                    | Nándor Németh (48,07) Szebasztián Szabó (48,02) Ádám Jászó (48,74) Hubert Kós (48,13)                       | 3:12,96 | C    |
| 8   | 1     | 7      | Germania                   | Josha Salchow (48,56) Rafael Miroslaw (47,87) Luca Armbruster (48,29) Peter Varjasi (48,43)                 | 3:13,15 | C    |
| 9   | 1     | 2      | Spania                     | Sergio de Celis Montalbán (48,84) Luis Domínguez (48,27) César Castro (47,91) Mario Molla (48,17)           | 3:13,19 | RN   |
| 10  | 2     | 6      | Brazilia                   | Guilherme Santos (48,57) Marcelo Chierighini (48,21) Gabriel Santos (48,86) Breno Correia (48,58)           | 3:14,22 |      |
| 11  | 2     | 1      | Serbia                     | Velimir Stjepanović (49,10) Nikola Aćin (48,66) Justin Cvetkov (49,44) Andrej Barna (47,48)                 | 3:14,68 |      |
| 12  | 1     | 1      | Franța                     | Hadrien Salvan (49,21) Rafael Fente-Damers (48,34) Guillaume Guth (48,66) W, Amazigh Yebba (48,63)          | 3:14,84 |      |
| 13  | 1     | 8      | Polonia                    | Mateusz Chowaniec (49,13) Dominik Dudys (48,75) Bartosz Piszczorowicz (48,39) Kamil Sieradzki (48,67)       | 3:14,94 |      |
| 14  | 2     | 7      | Israel                     | Tomer Frankel (48,60) Gal Cohen Groumi (48,22) Denis Loktev (48,87) Alexey Glivinskiy (49,72)               | 3:15,41 |      |
| 15  | 2     | 8      | Suedia                     | Robin Hanson (49,09) Björn Seeliger (48,61) Elias Persson (48,71) Isak Eliasson (49,30)                     | 3:15,71 |      |
| 16  | 2     | 2      | Grecia                     | Andreas Vazaios (49,50) Panagiotis Bolanos (49,68) Stergios Marios Bilas (48,70) Odysseus Meladinis (49,59) | 3:17,47 |      |

### Finala
Rezultate finală.
| Loc | Culoar | Țară                       | Înotători                                                                                       | Timp    | Note |
| --- | ------ | -------------------------- | ----------------------------------------------------------------------------------------------- | ------- | ---- |
| 1   | 6      | Statele Unite ale Americii | Jack Alexy (47,67) Chris Guiliano (47,33) Hunter Armstrong (46,75) Caeleb Dressel (47,53)       | 3:09,28 |      |
| 2   | 5      | Australia                  | Jack Cartwright (48,03) Flynn Southam (48,00) Kai Taylor (47,73) Kyle Chalmers (46,59)          | 3:10,35 |      |
| 3   | 7      | Italia                     | Alessandro Miressi (48,04) Thomas Ceccon (47,44) Paolo Conte Bonin (48,16) Manuel Frigo (47,06) | 3:10,70 |      |
| 4   | 4      | China                      | Pan Zhanle (46,92) Ji Xinjie (48,58) Chen Juner (48,10) Wang Haoyu (47,68)                      | 3:11,28 |      |
| 5   | 3      | Marea Britanie             | Matt Richards (47,83) Jacob Whittle (48,54) Tom Dean (47,72) Duncan Scott (47,52)               | 3:11,61 |      |
| 6   | 2      | Canada                     | Josh Liendo (47,93) Yuri Kisil (48,18) Finlay Knox (48,26) Javier Acevedo (47,81)               | 3:12,18 |      |
| 7   | 8      | Germania                   | Josha Salchow (48,28) Rafael Miroslaw (47,66) Luca Armbruster (48,43) Peter Varjasi (47,92)     | 3:12,29 |      |
| 8   | 1      | Ungaria                    | Nándor Németh (47,76) Szebasztián Szabó (48,46) Ádám Jászó (48,38) Hubert Kós (48,51)           | 3:13,11 |      |